# إدوارد إف. كروفورد
إدوارد إف. كروفورد (بالإنجليزية: Edward F. Crawford)‏ هو شخصية أعمال أمريكي، ولد في 25 أبريل 1938 في لوس أنجلوس في الولايات المتحدة.